# Saison 2019 de l'équipe cycliste Androni Giocattoli-Sidermec
La saison 2019 de l'Androni Giocattoli-Sidermec est la vingt-quatrième de cette équipe.

## Préparation de la saison 2019

### Sponsors et financement de l'équipe
L'équipe porte le nom de ses deux principaux sponsors, les entreprises Androni Giocattoli et Sidermec. Toutes deux se sont engagées pour cette saison au cours de l'année 2018. Elles sont sponsors de l'équipe depuis 2008,,.
L'entreprise italienne Bottecchia fournit à Androni Giocattoli-Sidermec ses cycles depuis 2017.

### Arrivées et départs
| Arrivées         | Équipe 2018                     |
| ---------------- | ------------------------------- |
| Matteo Busato    | Wilier Triestina-Selle Italia   |
| Julián Cardona   | EF Education First-Drapac       |
| Leonardo Fedrigo | Petroli Firenze-Maserati-Hopplà |
| Miguel Flórez    | Wilier Triestina-Selle Italia   |
| Matteo Montaguti | Ag2r La Mondiale                |
| Daniel Muñoz     | EPM                             |
| Matteo Pelucchi  | Bora-Hansgrohe                  |
| Josip Rumac      | Adria Mobil                     |
| Mattia Viel      | Holdsworth Pro Racing           |

| Départs          | Équipe 2019            |
| ---------------- | ---------------------- |
| Davide Ballerini | Astana                 |
| Raffaello Bonusi | Retraite               |
| Luca Chirico     |                        |
| Matteo Malucelli | Caja Rural-Seguros RGA |
| Iván Sosa        | Sky                    |
| Rodolfo Torres   | Illuminate             |

## Coureurs et encadrement technique

### Effectif
| Cycliste            | Date de naissance | Nationalité | Équipe 2018                     |  |
| ------------------- | ----------------- | ----------- | ------------------------------- |  |
| Manuel Belletti     | 14 octobre 1985   | Italie      | Androni Giocattoli-Sidermec     |  |
| Marco Benfatto      | 6 janvier 1988    | Italie      | Androni Giocattoli-Sidermec     |  |
| Alessandro Bisolti  | 7 mars 1985       | Italie      | Androni Giocattoli-Sidermec     |  |
| Matteo Busato       | 20 décembre 1987  | Italie      | Wilier Triestina-Selle Italia   |  |
| Julián Cardona      | 19 janvier 1997   | Colombie    | EF Education First-Drapac       |  |
| Mattia Cattaneo     | 25 octobre 1990   | Italie      | Androni Giocattoli-Sidermec     |  |
| Leonardo Fedrigo    | 21 juillet 1996   | Italie      | Petroli Firenze-Maserati-Hopplà |  |
| Miguel Flórez       | 21 février 1996   | Colombie    | Wilier Triestina-Selle Italia   |  |
| Marco Frapporti     | 30 mars 1985      | Italie      | Androni Giocattoli-Sidermec     |  |
| Mattia Frapporti    | 2 juillet 1994    | Italie      | Androni Giocattoli-Sidermec     |  |
| Francesco Gavazzi   | 1er août 1984     | Italie      | Androni Giocattoli-Sidermec     |  |
| Fausto Masnada      | 6 novembre 1993   | Italie      | Androni Giocattoli-Sidermec     |  |
| Matteo Montaguti    | 6 janvier 1984    | Italie      | Ag2r La Mondiale                |  |
| Daniel Muñoz        | 21 novembre 1996  | Colombie    | EPM                             |  |
| Matteo Pelucchi     | 21 janvier 1989   | Italie      | Bora-Hansgrohe                  |  |
| Kevin Rivera        | 28 juin 1998      | Costa Rica  | Androni Giocattoli-Sidermec     |  |
| Josip Rumac         | 26 octobre 1994   | Croatie     | Adria Mobil                     |  |
| Matteo Spreafico    | 15 février 1993   | Italie      | Androni Giocattoli-Sidermec     |  |
| Andrea Vendrame     | 20 juillet 1994   | Italie      | Androni Giocattoli-Sidermec     |  |
| Mattia Viel         | 22 avril 1995     | Italie      | Holdsworth Pro Racing           |  |
| Stagiaire           | Date de naissance | Nationalité | Équipe 2019                     |  |
| Mattia Bais         | 19 octobre 1986   | Italie      | Cycling Team Friuli             |  |
| Simone Ravanelli    | 4 juillet 1995    | Italie      | Biesse Carrera                  |  |
| Nicola Venchiarutti | 7 octobre 1998    | Italie      | Cycling Team Friuli             |  |

## Bilan de la saison

### Victoires
| Date       | Course                                                  | Pays      | Classe | Vainqueur         |
| ---------- | ------------------------------------------------------- | --------- | ------ | ----------------- |
| 11/01/2019 | 1re étape du Tour du Táchira                            | Venezuela | 2.2    | Marco Benfatto    |
| 18/01/2019 | 8e étape du Tour du Táchira                             | Venezuela | 2.2    | Miguel Flórez     |
| 04/04/2019 | 2e étape du Tour de Sicile                              | Italie    | 2.1    | Manuel Belletti   |
| 10/04/2019 | 5e étape du Tour de Langkawi                            | Malaisie  | 2.HC   | Matteo Pelucchi   |
| 11/04/2019 | 6e étape du Tour de Langkawi                            | Malaisie  | 2.HC   | Matteo Pelucchi   |
| 12/04/2019 | 4e étape du Circuit de la Sarthe                        | France    | 2.1    | Andrea Vendrame   |
| 13/04/2019 | 8e étape du Tour de Langkawi                            | Malaisie  | 2.HC   | Marco Benfatto    |
| 22/04/2019 | Tro Bro Leon                                            | France    | 1.1    | Andrea Vendrame   |
| 24/04/2019 | 3e étape du Tour des Alpes                              | Italie    | 2.HC   | Fausto Masnada    |
| 25/04/2019 | 1re étape du Tour de Bretagne                           | France    | 2.2    | Manuel Belletti   |
| 26/04/2019 | 5e étape du Tour des Alpes                              | Italie    | 2.HC   | Fausto Masnada    |
| 28/04/2019 | Tour des Apennins                                       | Italie    | 1.1    | Mattia Cattaneo   |
| 16/05/2019 | 6e étape du Tour d'Italie                               | Italie    | 2.UWT  | Fausto Masnada    |
| 19/05/2019 | 3e étape du Tour d'Aragon                               | Espagne   | 2.1    | Matteo Pelucchi   |
| 08/06/2019 | 2e étape b du Tour de Bihor                             | Roumanie  | 2.1    | Daniel Muñoz      |
| 09/06/2019 | Classement général du Tour de Bihor                     | Roumanie  | 2.1    | Daniel Muñoz      |
| 12/06/2019 | 1re étape du Tour de Hongrie                            | Hongrie   | 2.1    | Manuel Belletti   |
| 29/06/2019 | Championnat de Croatie du contre-la-montre              | Croatie   | CN     | Josip Rumac       |
| 30/06/2019 | Championnat de Croatie sur route                        | Croatie   | CN     | Josip Rumac       |
| 05/07/2019 | 2e étape du Sibiu Cycling Tour                          | Roumanie  | 2.1    | Kevin Rivera      |
| 07/07/2019 | Classement général du Sibiu Cycling Tour                | Roumanie  | 2.1    | Kevin Rivera      |
| 24/08/2019 | 4e étape du Tour du Limousin-Nouvelle-Aquitaine         | France    | 2.1    | Francesco Gavazzi |
| 29/08/2019 | 3e étape du Tour Poitou-Charentes en Nouvelle-Aquitaine | France    | 2.1    | Matteo Pelucchi   |
| 07/09/2019 | 1re étape du Tour de Chine I                            | Chine     | 2.1    | Marco Benfatto    |
| 12/09/2019 | 5e étape du Tour de Chine I                             | Chine     | 2.1    | Marco Benfatto    |
| 17/09/2019 | 1re étape du Tour de Chine II                           | Chine     | 2.1    | Marco Benfatto    |
| 19/09/2019 | 2e étape du Tour de Chine II                            | Chine     | 2.1    | Marco Benfatto    |
| 21/09/2019 | 3e étape du Tour de Chine II                            | Chine     | 2.1    | Kevin Rivera      |
| 10/10/2019 | 1re étape du Tour du lac Taihu                          | Chine     | 2.1    | Marco Benfatto    |
| 11/10/2019 | 2e étape du Tour du lac Taihu                           | Chine     | 2.1    | Matteo Pelucchi   |
| 13/10/2019 | 4e étape du Tour du lac Taihu                           | Chine     | 2.1    | Matteo Pelucchi   |
| 15/10/2019 | 6e étape du Tour du lac Taihu                           | Chine     | 2.1    | Marco Benfatto    |

### Résultats sur les courses majeures
Les tableaux suivants représentent les résultats de l'équipe dans les principales courses du calendrier international (les cinq classiques majeures et les trois grands tours). Pour chaque épreuve est indiqué le meilleur coureur de l'équipe, son classement ainsi que les accessits glanés par Androni Giocattoli-Sidermec sur les courses de trois semaines.

#### Classiques
| Classique            | Milan-San Remo         | Tour des Flandres | Paris-Roubaix | Liège-Bastogne-Liège | Tour de Lombardie   |
| -------------------- | ---------------------- | ----------------- | ------------- | -------------------- | ------------------- |
| Coureur (classement) | Matteo Montaguti (33e) | Non invitée       | Non invitée   | Non invitée          | Miguel Flórez (88e) |

#### Grands tours
| Grand tour           | Tour d'Italie                       | Tour de France | Tour d'Espagne |
| -------------------- | ----------------------------------- | -------------- | -------------- |
| Coureur (classement) | Fausto Masnada (20e)                | Non invitée    | Non invitée    |
| Accessits            | 1 victoire d'étape (Fausto Masnada) |                | Non invitée    |